# 帕特里恰·科帕钦斯卡亚

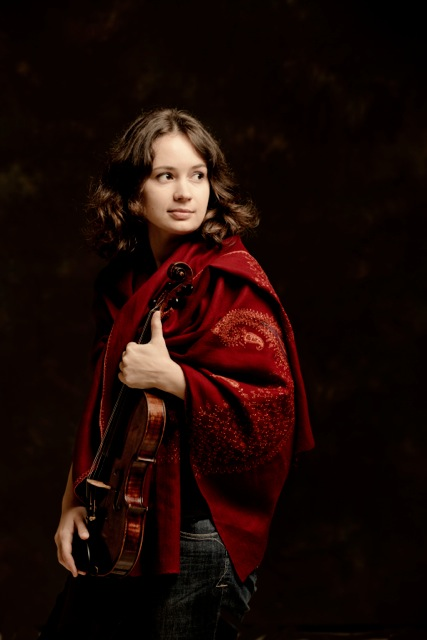
帕特里恰·科帕钦斯卡亚（2012年）

帕特里恰·科帕钦斯卡亚（羅馬尼亞語：Patricia Kopatchinskaja；1977年—），摩尔多瓦裔小提琴家，拥有奥地利、瑞士国籍。

## 生平
帕特里恰·科帕钦斯卡亚出生于摩尔多瓦基希讷乌一个音乐世家，母亲是小提琴家，父亲是欽巴龍演奏家。因为父母长期在苏联各地演出，科帕钦斯卡亚由乡下的祖父母照看长大，六岁开始学习小提琴。 
1989年，科帕钦斯卡亚随父母移民至维也纳，成为奥地利公民，后入读维也纳音乐与表演艺术大学，学习作曲和小提琴。在维也纳学习作曲期间，科帕钦斯卡亚致力于研究第二維也納樂派，其最喜欢的作曲家包括库塔格、李盖蒂、乌斯特沃尔斯卡娅等等。 21岁时，转学到伯尔尼音乐与戏剧学院，于2000年绩优毕业。   
科帕钦斯卡亚的演出足迹遍及世界，和她合作过的著名指挥家有西蒙·拉特尔、基里爾·佩特連科、尤洛夫斯基、费舍尔·伊万、特奥多尔·库伦齐斯等等。
科帕钦斯卡亚是復古風格演奏的常客。她演出时喜欢赤足，从而“直接与大地相接”。科帕钦斯卡亚独奏以外，也常作为歌手参与室内乐表演，还不时客串担当指挥。